# 臺灣戲曲中心
臺灣戲曲中心（英語：Taiwan Traditional Theatre Center）為國立傳統藝術中心位於台北市士林區的表演場館，佔地1.8公頃，由傳藝中心派出單位台灣國樂團、國光劇團、臺灣音樂館進駐於此。

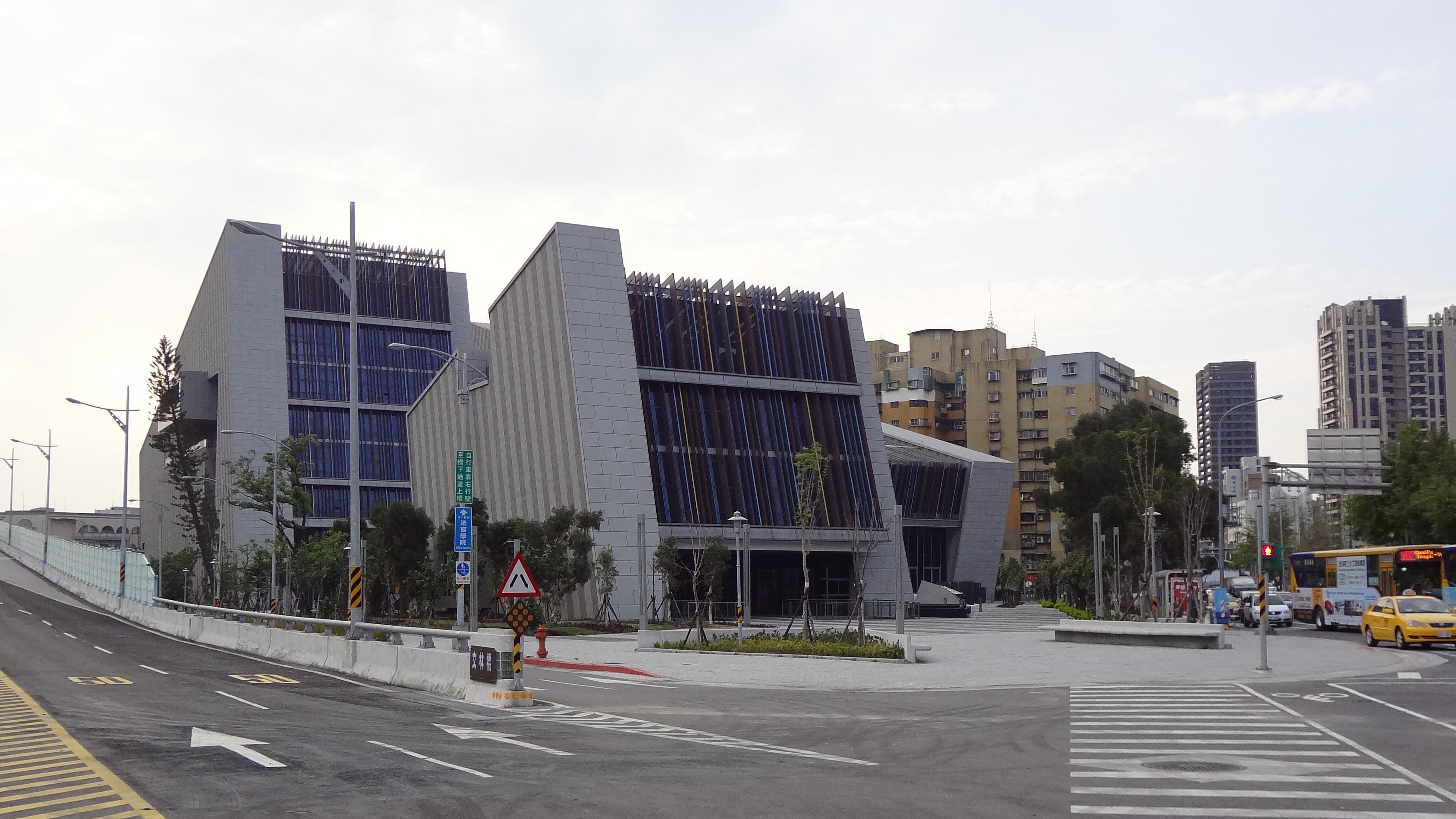
臺灣戲曲中心

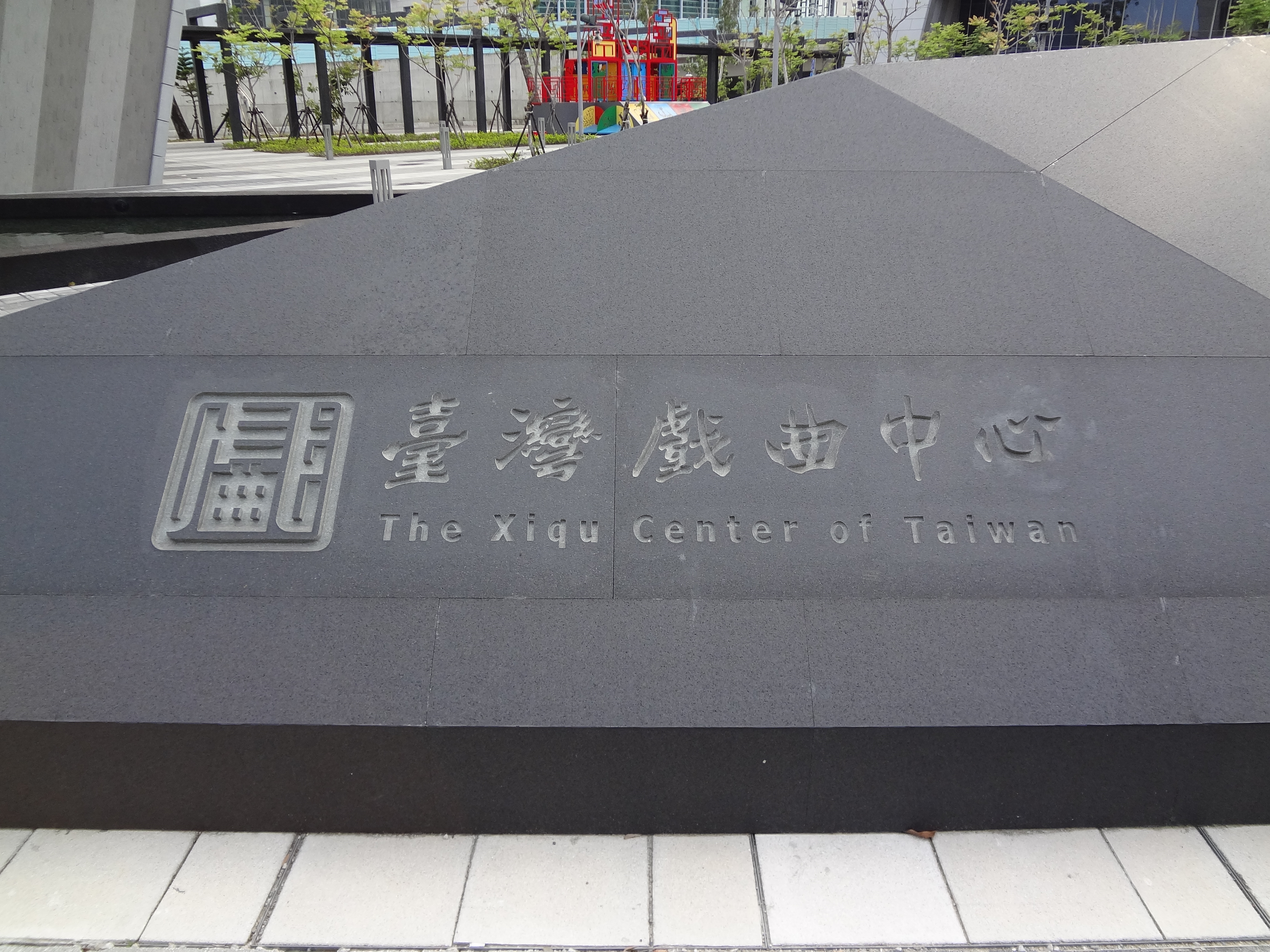
臺灣戲曲中心文林路側石碑

## 歷史
- 2012年，行政院文化建設委員會選定台北市士林區文林路台北美國學校舊址的部份土地開始興建臺灣戲劇藝術中心，興亞營造承建，預定2012年3月動工、2014年下半年完工啟用[1]。
- 2012年4月14日，臺灣戲劇藝術中心動土典禮，文建會副主任委員張雲程擔任主典，基地總面積17,625平方公尺，樓地板面積40,349平方公尺，預定2014年12月底完工，未來將提供國立臺灣傳統藝術總處籌備處所屬國光劇團、臺灣音樂中心、國家國樂團與國立實驗合唱團進駐[2]。
- 2014年4月23日，臺灣戲劇藝術中心由文化部正式定名為臺灣戲曲中心，預計2015年8月試營運，由傳藝中心負責營運。台灣戲曲中心占地1.8公頃，設有1,055席大表演廳、300席實驗劇場及音樂資料館；未來啟用後，包括傳藝中心旗下的台灣國樂團、國光劇團、台灣音樂館都將進駐[3]。
- 2014年7月22日，臺灣戲曲中心上樑典禮，預計2015年8月完工及試營運、2016年啟用[4]。
- 2014年9月3日，文化部部長龍應台在左營海軍中山堂宣布，左營海軍中山堂將與臺灣豫劇團本部結合為臺灣戲曲中心南館[5]。
- 2016年3月30日，傳藝中心和全聯福利中心旗下的全聯善美的文化藝術基金會簽約，將傳藝中心園區與台灣戲曲中心以OT方式委託全聯善美的文化藝術基金會經營15年，於同年9月28日接手[6]。
- 2016年6月29日，傳藝中心主任方芷絮表示，臺灣戲曲中心預計同年10月試營運[7]。
- 2016年8月，臺灣戲曲中心竣工，但因承包商財務周轉問題與多個颱風侵襲使工程驗收改善進度延宕，試營運的日程必須展延。2016年9月29日，文化部次長楊子葆赴臺灣戲曲中心瞭解颱風後復原狀況後表示，已責請傳藝中心完備相關程序，工程如實如質完成[8]。
- 2016年10月，臺灣戲曲中心試營運，英文譯名定為「The Xiqu Center of Taiwan」。
- 2017年2月15日，臺灣音樂館進駐臺灣戲曲中心。
- 2017年10月3日，臺灣戲曲中心正式開幕啟用，英文譯名改為「Taiwan Traditional Theatre Center」，總統蔡英文、文化部部長鄭麗君、中央研究院院士曾永義、建築師姚仁喜及戲曲界多位大師共同揭牌。

## 建築設備
臺灣戲曲中心北棟為大表演廳，觀眾座位共1,036席。北棟大表演廳鏡框式舞臺前方設置升降平臺，可做為樂池使用。臺灣戲曲中心南棟建築則是小表演廳，又稱「黑盒子」的實驗劇場空間，可容約240席座位，舞臺具有單面、雙面、三面、環繞等不同配置形式。臺灣戲曲中心東側建築則是臺灣音樂館，有視聽室、展示室、工作坊、餐飲服務區、售票及資訊服務站、音樂資料室和特展室。其他還有3間多功能廳、中型音樂練習室、小型音樂練習室和戶外廣場。

## 設計
臺灣戲曲中心由姚仁喜設計、興亞營造承造，秉持「與自然共生」的建築美學，以中國戲曲舞台佈景中央「一桌二椅」為整體發想，將中國戲曲藝術的寫意表演手法鑲入建築設計中。